# Mura di Giuncarico
Le mura di Giuncarico costituiscono il sistema difensivo dell'omonimo borgo castellano del territorio comunale di Gavorrano.

## Storia
La cinta muraria fu costruita nel corso dell'XI secolo, nel luogo in cui sorgeva un preesistente insediamento di epoca altomedievale. Le mura andarono a racchiudere interamente il borgo di Giuncarico, del quale costituivano il sistema difensivo.
Nel corso dei secoli successivi, non mutò l'originario impianto della cerchia muraria, nonostante il luogo fosse passato prima agli Aldobrandeschi, poi ai Pannocchieschi e successivamente alla Repubblica di Siena.
Soltanto in epoche più recenti, alcuni tratti di cortina muraria sono venuti a trovarsi addossati a pareti esterne di edifici del centro.

## Descrizione
Le mura di Giuncarico delimitano quasi interamente il borgo di origini medievali.
La cinta muraria conserva ampi tratti di cortina rivestita in pietre calcaree, che inglobano anche alcune strutture fortificate, tra le quali spiccano una serie di torri di guardia a sezione quadrangolare ed un imponente bastione di forma poligonale con un possente basamento a scarpa.
L'accesso al borgo è possibile attraverso la porta di Castello, che si apre ad arco tondo alla base di una torre di guardia, successivamente trasformata nel campanile dell'attigua chiesa.